# سلايترسفيل (رود آيلاند)
سلايترسفيل (بالإنجليزية: Slatersville, Rhode Island)‏ هي بلدة تقع في الولايات المتحدة في رود آيلاند.